# 齊巴赫縣 (南達科他州)
齊巴赫縣（英語：Ziebach County）是美國南達科他州中西部的一個縣。面積5,105平方公里。根据美國2000年人口普查，共有人口2,519人。縣治杜普里 （Dupree）。
成立於1911年2月2日。縣名紀念準州議員、州制憲大會成員法蘭西斯·馬里昂·齊巴赫 （Francis Marion Ziebach）。全縣所有土地分別在兩個印第安人保留地內。